# Wilfrid Johnson
Wilfrid Alexander Johnson (ur. 15 października 1885 w Islington w Londynie, zm. 21 czerwca 1960 w Niton) – brytyjski zawodnik lacrosse.
Ukończył studia w Balliol College na Uniwersytecie Oksfordzkim. Pracował jako księgowy.
Na igrzyskach olimpijskich w 1908 w Londynie wraz z kolegami zdobył srebrny medal.
W latach 1915–1918 służył w Royal Naval Volunteer Reserve Service.